# 核果茄属
核果茄属（学名：Duckeodendron）是茄科的一属。原属核果木科，核果木科并入茄科后归茄科。

## 下属物种
本属包括以下物种：
- 核果木 Duckeodendron cestroides Kuhlm.
- Drypetes stevartii Sonké & Quintanar[2]